# Mimoberea mediovitticollis
Mimoberea mediovitticollis är en skalbaggsart som först beskrevs av Stefan von Breuning 1986.  Mimoberea mediovitticollis ingår i släktet Mimoberea och familjen långhorningar. Inga underarter finns listade i Catalogue of Life.